# Epiplema albiocellata
Epiplema albiocellata är en fjärilsart som beskrevs av W. Warren 1897. Epiplema albiocellata ingår i släktet Epiplema och familjen Uraniidae. Inga underarter finns listade i Catalogue of Life.